# ペット

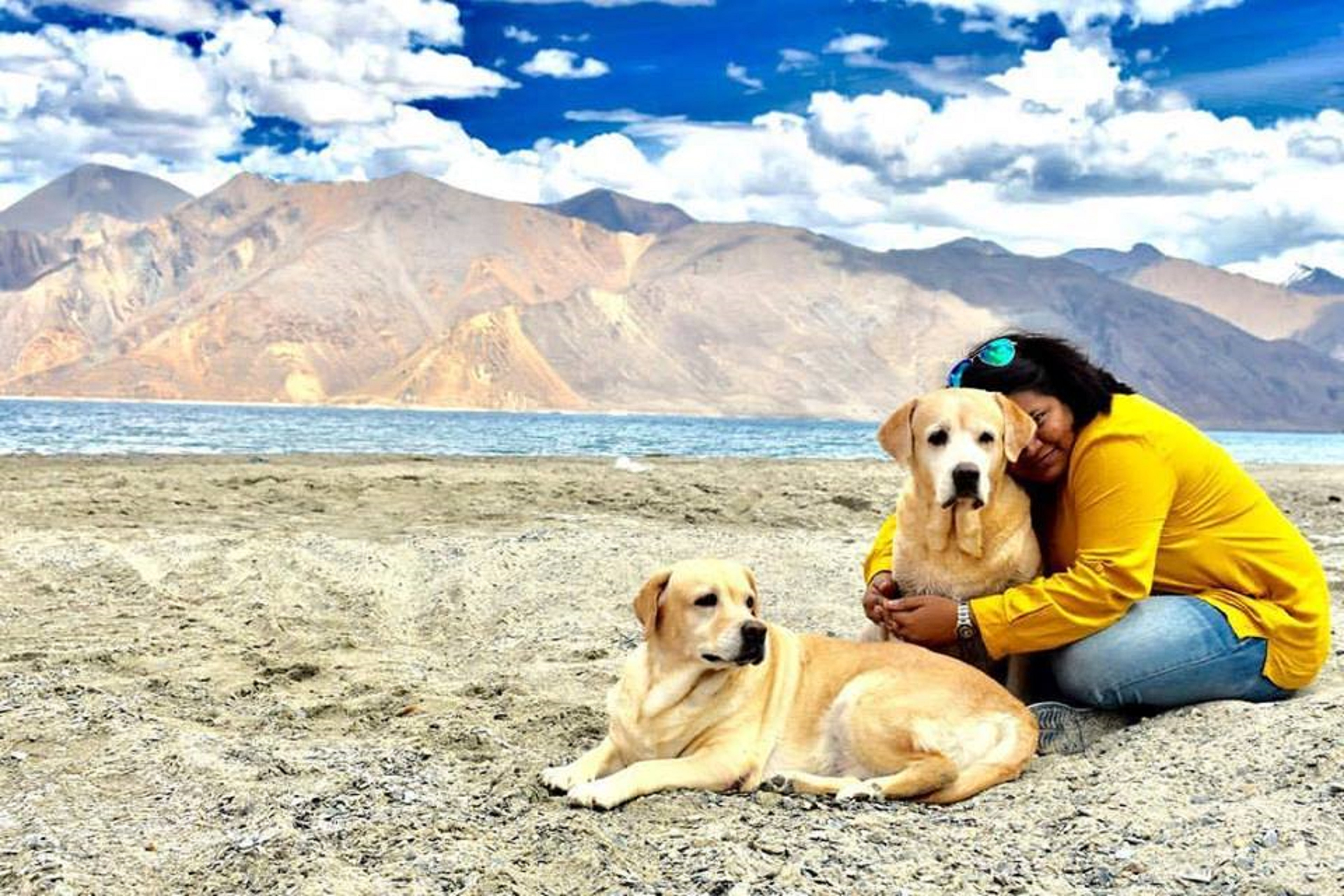
ペットを抱きしめる人

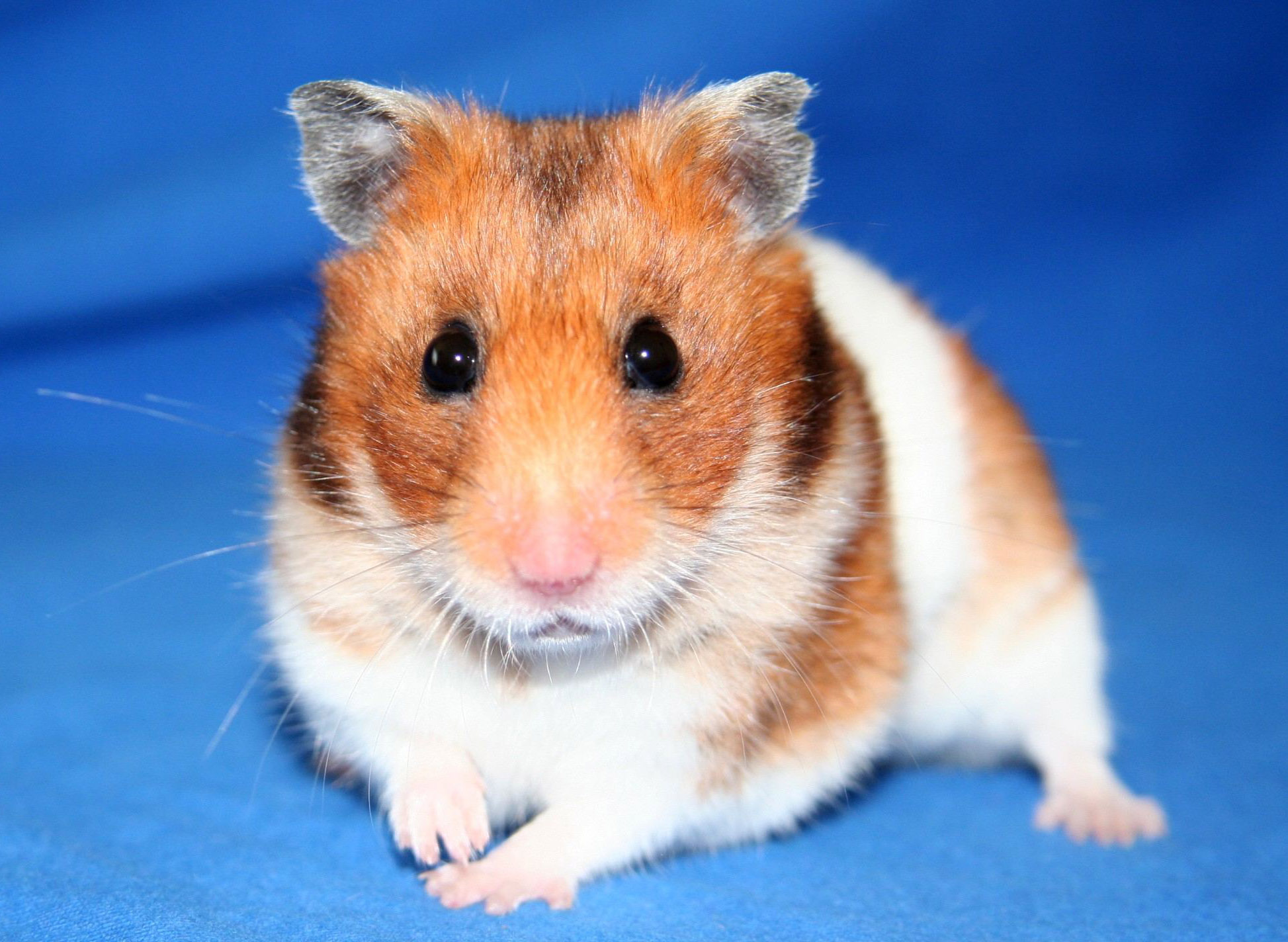
ハムスター

ペット（英語: pet）とは、愛玩を目的として飼育される動物（愛玩動物）である。

## 概要

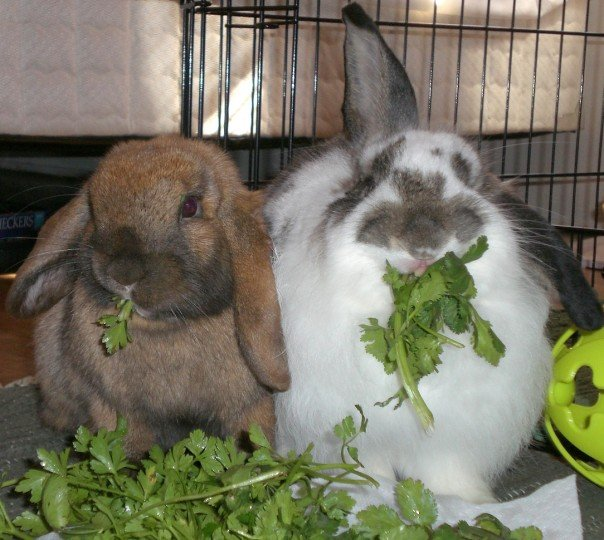
ウサギ

ペットは、人の心を和ませたり楽しませてくれたりするといった理由で飼育される動物である。人はペットとの様々なやり取りを楽しんだり、その姿やしぐさ、鳴き声などを鑑賞したりする。ペットは生物である。（ロボットを除く）。ゆえに飼い主は、ペットが健康で快適に暮らせるよう、栄養や環境など様々なことに配慮して、ペットのために餌や飼養施設を用意するなど世話をする必要がある。ペットの歴史は古く、ネコ（猫）は古代エジプトの時代から現在のペットのような位置づけや、鼠の駆除などの実用目的で飼われていたことが推測されている。また、イヌ（犬）に関しても太古から、実用と愛玩目的も兼ねて飼われていたことが推測されている。
ペットは、人の人生の質の向上に貢献する。ペットは人を癒やし、孤独感を解消する。さらに、思いやりの心などが育つなどの情操教育の効果もあるとされる。ペットを飼うことで、癒やし、孤独の解消、思いやりの心が育まれるといった実利が得られる。研究からも、ペットが子どもの健全な心を育てることが判明している。子供は、自分自身を動物たちとのコミュニティに属しているととらえている。ペット飼育者の多くは、フラストレーションの解消を目的に、話を聞いてくれる相手として人間と同じようにペットに話しかける。米国ペンシルベニア大学の調査では、ペット飼育者の98 %は動物に話しかけた経験があり、そのうちの80 %はペットに対して人間と同様に話しかけていたという。抑うつや引きこもり、精神の矯正に及ぼすペットの癒やしの効果は精神分析医やソーシャルワーカーに着目され、老人ホームや刑務所でペットが効果を上げた例もある。ペットのイヌが飼い主に運動を促すように、ペットとの交流は延命の一因となり得る。人間とペットが交流している時間中、双方の血圧と心拍数が低下するという実験結果がある。水槽の魚を眺めているだけでも医学的に有意な血圧低下が見られるという実験結果もある。
ペットの飼育には責任が伴う。それらを理解しないと、近隣や周囲の人々に迷惑を及ぼし、またペットそのものに害を及ぼすこともある。「#動物福祉」参照。動物虐待の防止や公衆衛生の観点から、ペットの取り扱いを規定する法律がある。日本では、「動物の愛護及び管理に関する法律」や「狂犬病予防法」などの法令がある。「#各国におけるペット関連規制」参照。ペットの入手方法は、ペットショップで購入する以外にも、保護された動物を引き取るなどの方法がある。
なお、ペットは基本的に人間が愛玩の対象とし飼育する動物を指す語である。しかし、一部の霊長類などのある程度高度な知性・情動がその行動に感じられる動物では、異種の動物の特定の個体に対し、愛着を感じさせる行動を見せることがある。手話を理解したゴリラのココは、自身の欲求として子猫を飼いたいと表明し、愛着を持って世話をした。さらには、この猫が交通事故にあって死んだ際には、深い悲しみを訴え泣いたことが伝えられている。

## 諸概念の定義

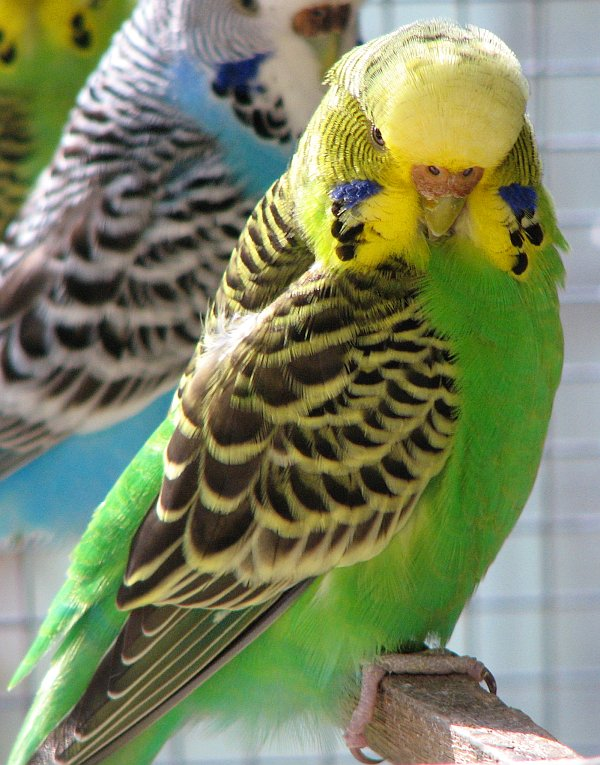
セキセイインコ

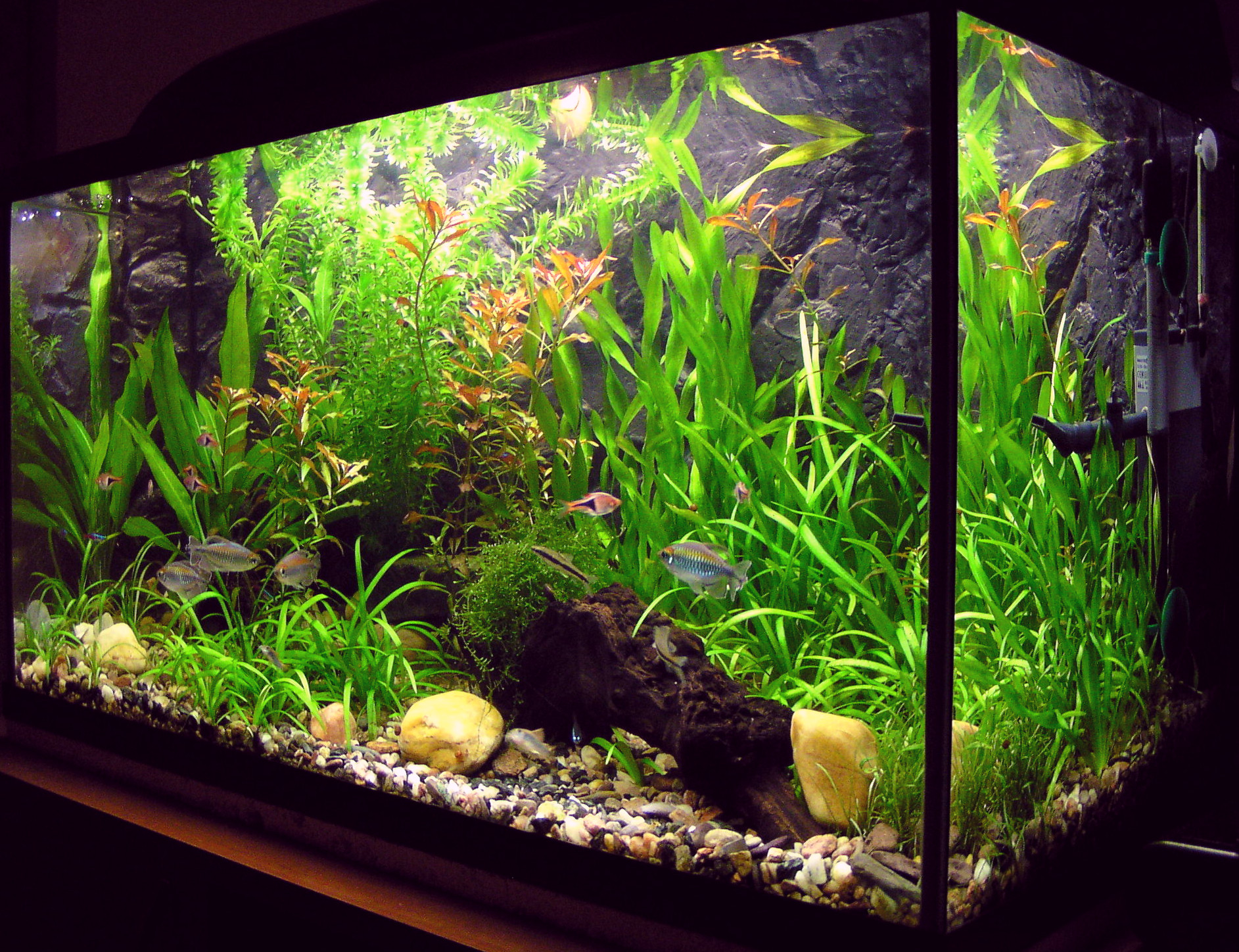
熱帯魚

### 愛玩動物
愛玩動物（あいがんどうぶつ）とは、一般に「愛玩用に家庭などで飼育されている動物のうち、特に愛玩飼育を目的として改良・繁殖が行われてきた動物種」のことをいう。
愛玩動物は従来からの愛玩動物、学校飼育動物、エキゾチックペットなどに分類される。
従来からの愛玩動物
従来からの愛玩動物は、イヌ、ネコ、ウサギ、 小鳥（ブンチョウなど）、金魚など、古くから愛玩動物として親しまれてきた動物をいう。イヌやネコは愛玩動物としてヒトに飼育されるようになってから数千年から1万年以上の時間が経過している代表的な愛玩動物で、その間にヒトにとって好適な愛玩動物として適応した。また、従来からの愛玩動物の一部には、盲導犬や聴導犬のように人間の生活を補助する補助動物もいる（ほかに介助犬、身体障害者補助犬、介助猿など）。
学校飼育動物
学校飼育動物とは、小学校や幼稚園などで教育的・社会心理的効果から教育・愛玩目的で飼育される動物をいう。代表種はウサギ、ニワトリ、カメ、金魚などである。児童は動物由来感染症に対する抵抗力の不十分な可能性もあるため衛生管理などに注意を要する。
エキゾチックペット
エキゾチックペットとは、カメ、イグアナ、ヘビ、リスザル、リス、鳥類（オウムなど）、野生由来の魚類など比較的新しく愛玩目的で飼育されるようになった動物をいう。エキゾチックペットは野生動物を捕獲した個体であることも多く、飼育・管理方法が確立されていない、感染症などの原因・症状・診断法・検査法・治療法の知見が少ないなどのリスクがある。

### コンパニオンアニマル
人々の動物に対する接し方が、より細やかで密接になる傾向を反映して「ペット」という概念（モノや所有物のようにみなす概念）に替わって伴侶動物（はんりょどうぶつ）やコンパニオンアニマル（英語: companion animal、人生の伴侶としての動物）という概念も普及してきている。

## 歴史

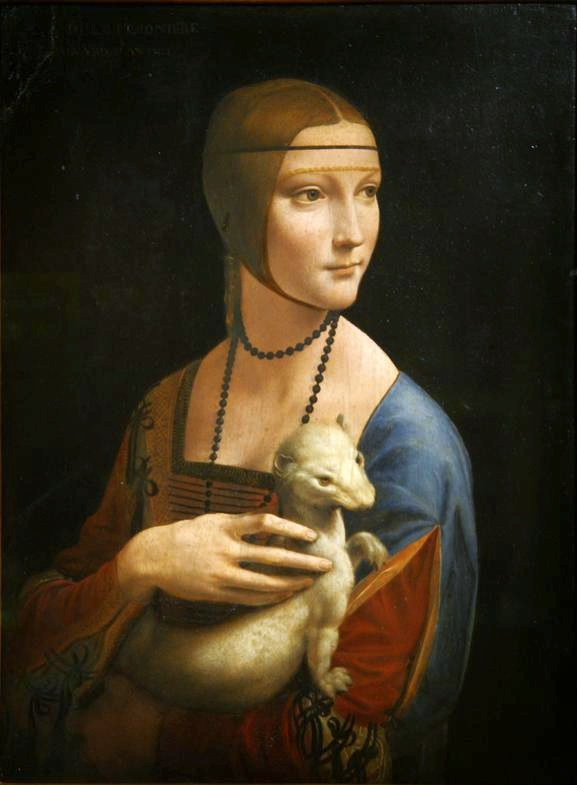
レオナルド・ダ・ヴィンチが描いた『白貂を抱く貴婦人』

太古のペットは、野生動物を捕獲したものである。人間が太古からペットを飼っていた証拠は、いずれの大陸からも発見される。最古の痕跡は、3万前の石器時代の遺跡にあるホラアナグマの飼育跡（洞窟の檻）である。ただし、狩猟で捕獲したものを一時的に生きたまま保管したのか、継続的に餌を与えて飼っていたのかは不明である。ペットとして手当たり次第に飼い始めた野生動物の中から、家畜として有用なものが見いだされたと考えられる。
以下では、一部に家畜の歴史も含めて解説する。オオカミ（イヌ）の家畜化が3万年 - 1万5000年前から行われ、狩猟の際の助けとして用いられた。以下、トナカイ、ヒツジ、イノシシ（ブタ）、ヤギ、ウシ、ニワトリ、ハト、ウマ、ラクダなどが家畜として飼育されるようになった。また農耕の始まりとともに、害獣となるネズミなどを駆除してくれるネコやイタチのような小型肉食獣が珍重されるようになった。
上述の通りペットの歴史は家畜に先行していると考えられるが、明確に愛玩動物として飼育された最初の例として史料が残っているのは、5000年前の古代エジプトのピューマである。南米のインディオはインコやサル（猿）を飼っていた。
人間の飼育下で繁殖させたペットが普及するのは、家畜が定着するよりも後である。狩猟目的のイヌ、害獣駆除目的のネコなど、実用目的の家畜だったものが、その目的で飼われなくなって以降も人間に飼われるようになった。それらが、人間の飼育下で繁殖したペットの最初となる。ただし、どの段階で実用でなくなったのか明確な境界線を引くのは困難である。日本におけるニワトリのように、食のタブーでいったんはペットとされたものが、再び食用の家畜（家禽）へと変遷した例もある。

### 古代 - 近代
特にイヌの場合は、はっきりした主従関係を好む習性から、家族の一員として扱われた歴史が長いとされる。石器時代におけるイヌの墳墓（埋葬に際して添えられたと見られる花の花粉が見られたり、なんらかの食料の残骸が一緒に発見されたりするなどの特徴も見られる）も発見されている。その一方で、所有物という概念もあったようで、殉死によって飼い主とともに埋葬されたと思われるケースも見られる。欧米では、古来から現代まで王侯貴族や歴代大統領から一般市民の間で愛玩用、護衛用、狩猟用などとして飼われている。ジェームズ2世（イングランド王）やアメリカ合衆国大統領クーリッジなど多数の愛犬家がいる。
古代エジプトでは、ネコ科の動物は今日のペットに近い存在であったとされる。それらは神格化されたせいもあって（例：バステト）、高貴な身分にふさわしい愛玩動物として扱われた。丁寧に埋葬されたネコのミイラも発見されており、同時代に於ける同種動物の地位が如何に高かったかを感じさせる。
また農耕文化にも関連して、ネコやイタチ、キツネのような小型動物を捕食する肉食獣を、穀物を食害から守る益獣として珍重していた文化が世界各地に見出されている。今日のアメリカ合衆国でも、納屋に住み着くネコを「barn cat」と呼び珍重するなどの風習が見られる。

### 近代 - 現代
今日ペットは、心を癒やしたり、あるいは愛玩されたり、共生したりするなど、様々な面を持つ。ペットは、家族同様の存在やパートナー、仲間として人の暮らしに密接に関わる。
現代の日本の2人以上の世帯では、48%の世帯が、何かしらのペットを飼っているという調査結果がある。日本の2010年（平成22年）における飼育ペットの割合は、犬59%、猫31%、魚類19%、鳥類6%（複数回答）である。
動物を尊重する人々の中には、言葉の用法に人間との同一視が見られることがある。たとえば、ペットの性別を「オス」「メス」ではなく「男の子」「女の子」と呼んだり「餌をやる」ではなく「ごはんをあげる」と表現したりする。
中にはペットに遺産を残したいと望み、負担付遺贈・負担付死因贈与や遺言信託の形式をとる場合もある。

## 統計

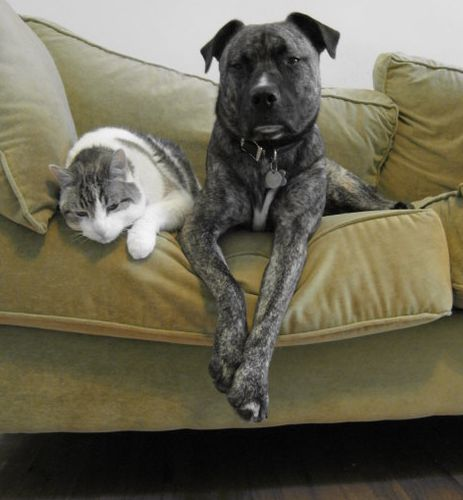
犬と猫。飼育されているペットの種類の1位と2位。

### 動物別
2015年の「ペット飼育率調査」によると、世界でペットとして飼育されている動物は、犬が33％、猫が23％、魚が12％、鳥が6％だった。
ペットフード協会によれば、日本での推定飼育数は、1994年のイヌは906万7,000匹、ネコは717万8,000匹である。イヌのピークは2008年の1,310万匹で、その後、減少傾向にある。2017年にネコ（952万匹）が、イヌ（892万匹）を追い抜いた。2018年のイヌは890万3,000匹、ネコは964万9,000匹である。
ペットフード協会の「2015年犬と猫の飼育実態調査結果」によると、日本で飼育されている犬の平均寿命は14.85歳、猫の平均寿命は15.75歳で寿命は毎年延びる傾向にある。

### 地域別
2015年の「ペット飼育率調査」によると、世界で最もペットが飼育されている地域は中南米（75％～80％）で、最も飼育率の低かった地域はアジア（30％～40％）とされている。

## 種類
- 哺乳類
  - イヌ、フェネック
  - ネコ
  - フェレット、ミーアキャット
  - げっ歯類

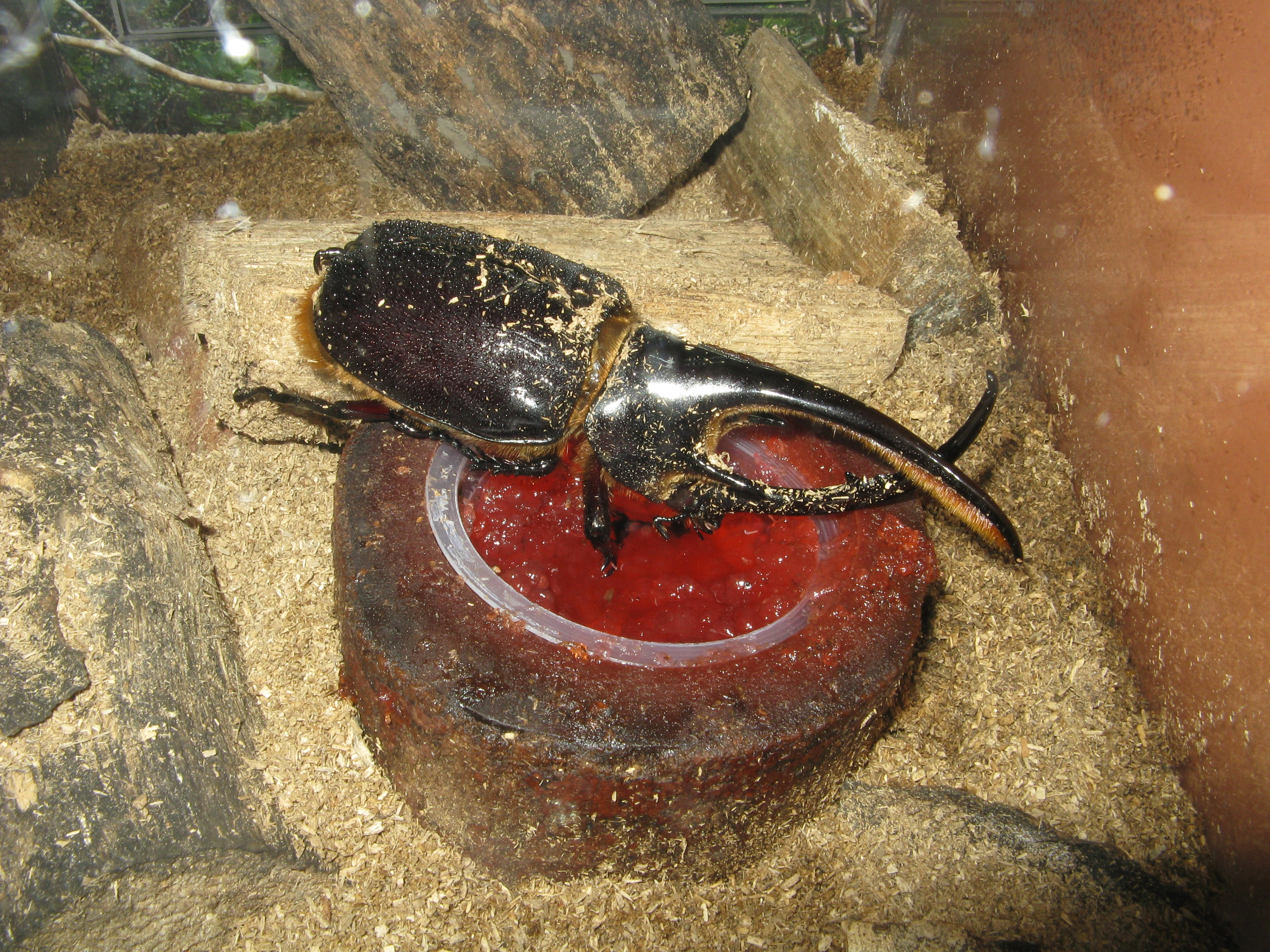
飼育されているカブトムシ

    - ファンシーラット、ハムスター、スナネズミ、トビネズミ、モルモット、チンチラ、デグー、シマリス、リス、プレーリードッグ、モモンガ、ヤマネ

  - ウサギ
  - ハリネズミ
  - ルーセットオオコウモリ(フルーツコウモリ)
  - フクロモモンガ、ピグミーオポッサム
  - ミニヤギ、ミニブタ
  - ウマ（ポニー、ファラベラ）、ロバ
- 鳥類（家禽）
  - 九官鳥、ジュウシマツ、セキセイインコ、オカメインコ、ワカケホンセイインコ、文鳥、鳩フクロウ、ミミズク、
- 爬虫類
  - ミズガメ、リクガメ、ヤモリ、トカゲ、ヘビ、ワニ
- 両生類
  - カエル、イモリ、ウーパールーパー
- 魚類（観賞魚）
  - 金魚、錦鯉、熱帯魚
- 昆虫
  - 甲虫類
    - カブトムシ、クワガタムシ、その他甲虫

  - スズムシ、水生昆虫、カマキリ
- 蛛形類
  - クモ、サソリ
- 甲殻類
  - エビ、カニ、ザリガニ、フナムシ、シーモンキー
- 貝類
- ロボット
  - AIBO、バーチャルペット
- 石などの無機物・鉱物など、能動的でない無生物
  - アメリカで1975年前後に流行したペット・ロックが代表例。
- 植物
植物は従来、園芸によって育まれるものだったが、近年では愛玩する対象としても扱われるため、広義のペットと見なされることがある。
- 人間
人間が人間を「飼う」というのは人権や人道に絡んで倫理上問題視される要素を含むものの、風俗的な観点からはそのような現象も見られる。また、奴隷制度は人間の家畜化であるが、目的が「愛玩」であればペットと見なすことも可能である。ただし近年においてその大半は仮想上のものや、有償や無償のサービスであったり、または犯罪行為のいずれかである。
親が溺愛のあまり子供をペット状態に置くケースもある。また、単に年下の恋人を示す語彙として「ペット」と称することもある（類似語：ツバメ）。

## 動物福祉

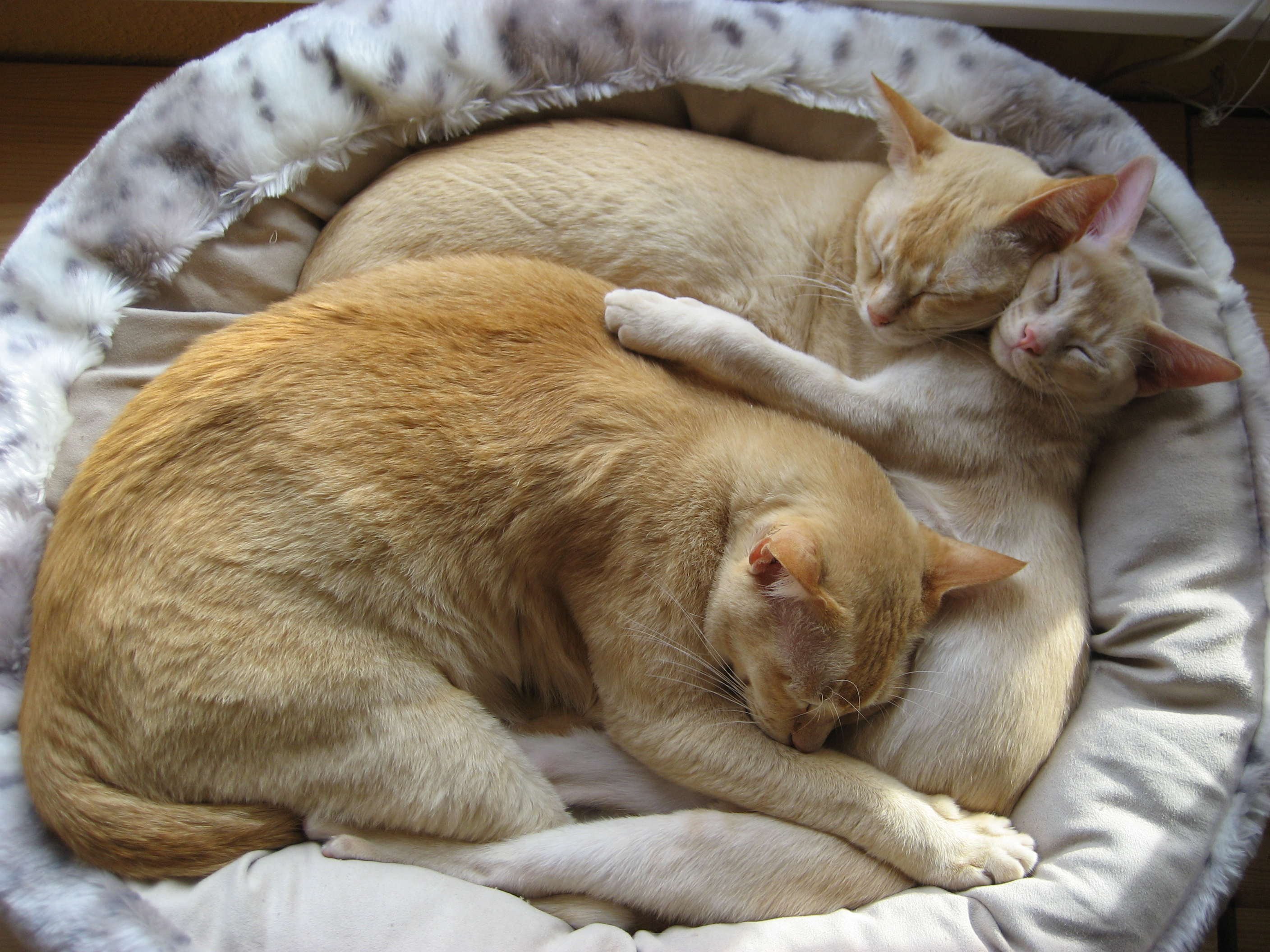
ベッドで眠る猫

### ペットの健康問題
ペットをその性質に即した飼い方が成されていない場合も少なくはない。たとえば肉食性の動物に、菜食主義者の飼い主が野菜を主体とした餌を与えて、適切な消化酵素を持たないこれら肉食のペットが健康被害を受ける場合も見られる。中には、偏食となるエサを与えてしまう飼い主がおり、結果として糖尿病など人間の生活習慣病的症状で動物病院に通院するペットがいる。よく懐いている犬の場合、飼い主が与えた餌を食べると飼い主が喜ぶことを犬が理解して、満腹であっても飼い主を喜ばせようと餌を食べる場合が見られる。これらの犬は肥満に陥ったり、肥満が引き起こす健康被害を受けたりすることもあるとされる。
また、過度に愛玩された結果として神経性の円形脱毛症や胃潰瘍に陥るペットもいる。また、飼い主が自分のストレス解消や鬱憤晴らしに行う動物虐待の被害を受ける場合もある。

### 飼育環境

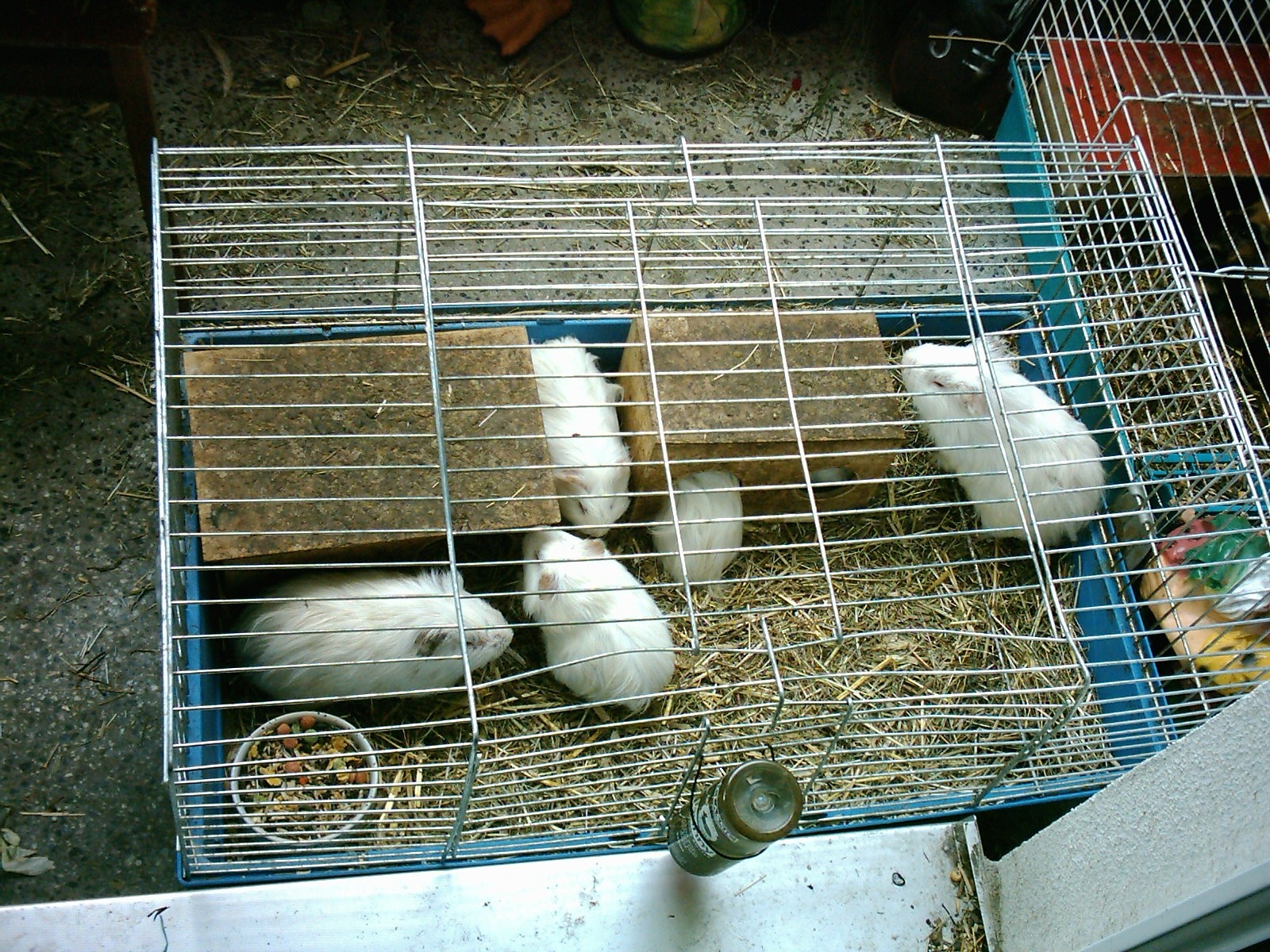
過密飼育

管理能力がない飼育者が多数のペットを飼育し、その結果、衛生を維持できずにひたすらに繁殖してしまったりする事態が起きる。これは多頭飼育崩壊（アニマルホーディング）と呼ばれる。
犬の繋ぎ飼いも福祉上の問題となる。米国農務省（USDA）は1996年、犬の繋ぎ飼いについて、次の声明を発表。「動物福祉法の施行における私たちの経験から、綱による犬の継続的な拘束は非人道的であるという結論に至った。繋ぎは犬の動きを著しく制限する。繋ぎ飼いはまた、犬のシェルター構造やその他の物に絡まったり引っ掛かったりする可能性があり、犬の動きをさらに制限し、怪我を引き起こす可能性がある」。日本には規制がないが、多くの地域が犬の繋ぎ飼いに規制を設けている。スウェーデンでは、屋外で犬をつなぐ場合は最高2時間までと決められている。

### 飼育放棄
管理できなくなったペットを放棄する行為が問題となっている。日本の警察庁によると「落とし物」として届けられた動物は、2019～2022年だけ10万匹を超える。
動物愛護法にはペットを遺棄した者への罰則（1年以下の懲役又は100万円以下の罰金）を定めており、飼い主にペットの健康や安全を確保する責任があるとされている。しかし、遺棄したからといって直ちに所有権を放棄した認められるわけではない。実際に、捨てられた犬を他人が拾って世話していたものを遺棄した元の飼い主が返還を求めて訴訟を起こし、裁判所が元の飼い主の訴えを支持した例がある。
放棄されたペットは野生化しさらなる問題を発生させる（後述）。フランスではバカンスの間に面倒を見ることが出来ないという理由で捨てることが多いため、5月から8月にかけて捨てられるペットが増加することから、前述の販売規制に繋がった。

### 動物の手術
人間の都合による断耳、断尾、声帯切除、牙の抜歯、爪除去（指ごと除去）などは、動物虐待にあたるとする考えもある。ドイツでは脊椎動物について麻酔なしの手術、（医療目的以外で）肢体や臓器の摘出を原則禁止としている。スウェーデンは断耳・断尾、声帯の除去を禁止、健康上の理由がない限り、犬の体にメスをいれてはならないと法律で規定されている。

### 動物の老後
犬猫は野生よりは長生きしてその平均寿命も倍以上に差が付いている。老犬などを世話する老犬ホームなどのサービスが登場してきている。

## ペット産業と課題
ペット産業とは、ペットに関わる様々な産業のことである。
2014年の調査では一年間に犬猫2万3千匹が、2015年の調査では2万5千匹が、犬猫販売の流通過程で死んでいることが分かった。死因の報告義務はないため、死因は不明となっている。ブリーダーによる繁殖犬（子犬を供給するために飼育される犬）の使い捨て、放置死も問題になっている。2019年に動物愛護管理法が改正され、犬の飼育頭数や出産できる年齢などに制限が設けられるようになってからは、山林に捨てられるケースも相次いだ。

### 無理な繁殖や近親交配

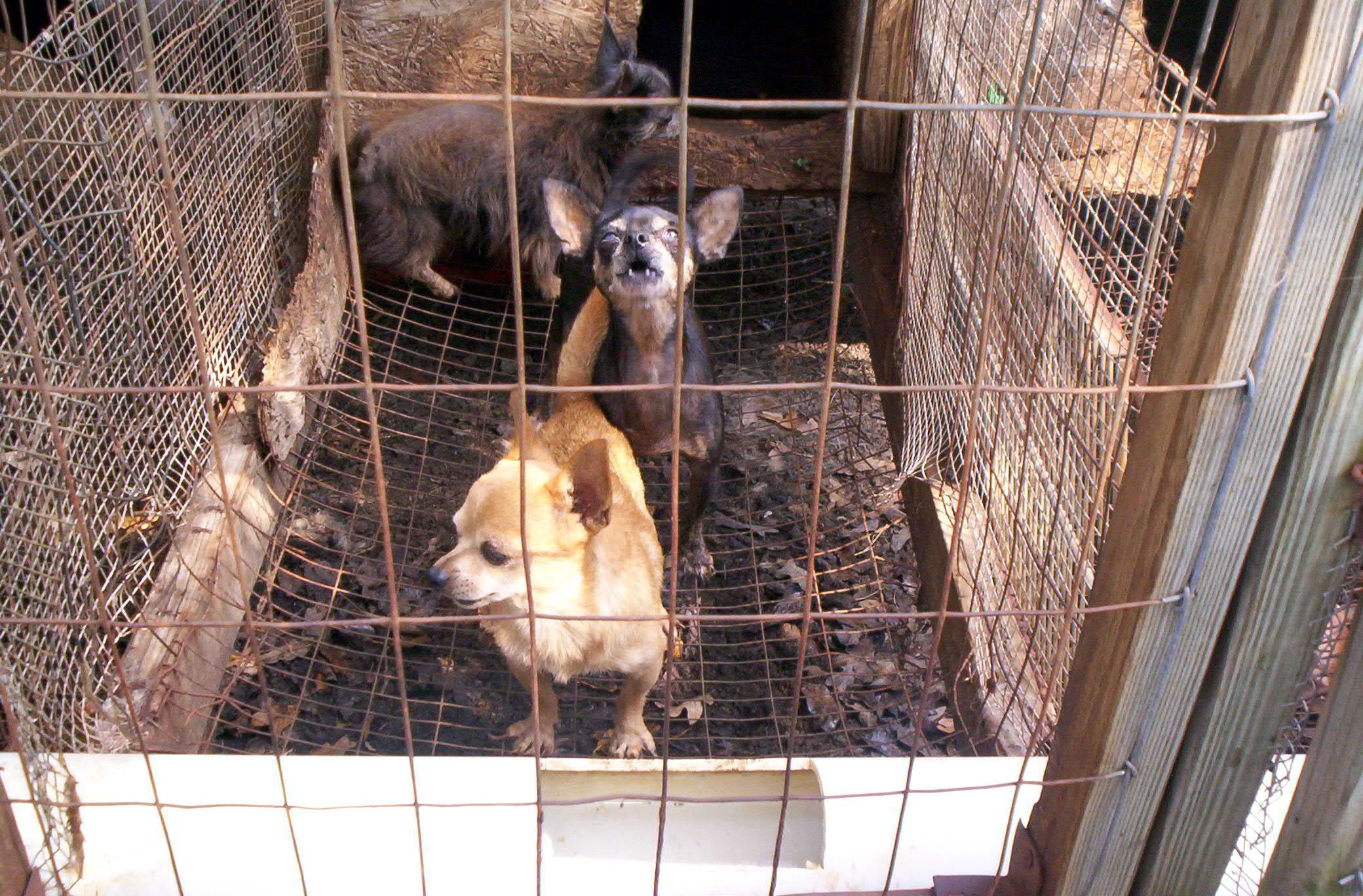
パピーミル

珍しい種類や人気がある種類の犬・猫では、ブリーダーが近親交配による繁殖を行うことがある。それらの中には近親交配によって発生した、畸形や遺伝的な異常を持つ個体が販売され、飼い主とペットショップの間で品質面の問題が係争されるなどの現象も起こっており、これを憂う向きもある。しかしながら、近親交配は品種改良や品種のスタンダード維持の重要な手段でもあり、一律禁止は大きな弊害を伴うとされる。また、商業的に利益をあげるために、劣悪な環境で工業的に大量繁殖させるブリーダー、ペット業者が動物福祉の観点から問題となっている。こうした行いはパピーミル(子犬工場)と呼ばれる。
- ペットフード
- 犬用おもちゃ（英語版）、ネコの遊びと玩具
- ドッグラン
- ペットシッター
- ペット供養
- ペット新聞社
- ペット保険
  - ペット&ファミリー少額短期保険 - 日本初のペット保険（少額短期保険）。現在は保険持株会社T&Dホールディングスの完全子会社。
  - アニコム損害保険 - 日本初のペット保険専門の損害保険会社。現在は保険持株会社アニコム ホールディングスの完全子会社。

ペットとの移動
- ペットホテル
- ペット・エアウェイズ
- ペットタクシー（英語版）
- ペットキャリアー（英語版）（ペットキャリーバッグ） ‐ 公共交通機関などの移動ではペットの収納が義務付けられている場合がある[30][31]。身体障害者補助犬法で、身体障害者補助犬（盲導犬・介助犬・聴導犬）は同乗できる[32]。

## ペットの入手方法と規制

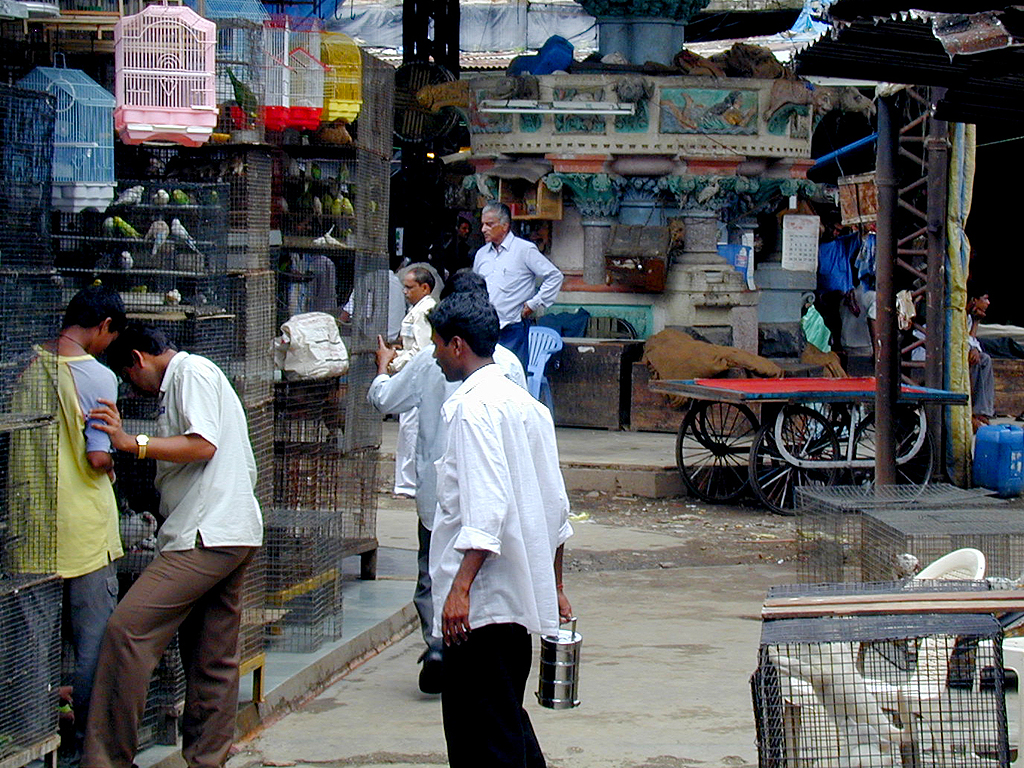
インドのムンバイにあるCrawford Marketのペット屋

ペットの入手方法は、ペットショップで購入する、譲渡会で入手する、友人・知人から譲り受ける、屋外で拾うなどの方法がある。日本では、公共の動物収容施設（動物愛護センターなど）や飼えなくなった飼い主などが、犬や猫の新しい飼い主を募集しているイベント譲渡会をオンライン上や施設で開催する場合がある。
アメリカでは、25州で8週齢未満の子犬の販売に規制がある。日本では生後56日以内の販売が禁止される。一方、専門家の間では「生後49日」が妥当とされている。
ペットショップや繁殖業者に対しては、動物福祉の観点から、飼育環境や業態そのものに対して批判や規制が向けられることもある。日本の環境省は2021年6月、犬・猫についてケージの広さや従業員1人当たりの管理頭数、雌の交配上限年齢に数値基準を設けた飼養管理基準省令を施行した。環境省は、動物の命に配慮し、ペットを迎える際には譲渡という選択肢を考えて欲しいと広報している。アメリカのカリフォルニア州やニューヨーク州などはペットショップでの犬や猫などの販売を禁止する。フランスでは2021年11月18日に制定した動物愛護法で、ペットショップでの犬・猫の販売が2024年1月以降は禁止される。「ペット#各国におけるペット関連規制」も参照。
日本で最近、ペットショップがペットを販売せず、ペット関連商品の販売だけで利益を上げ、保護ペット譲渡に舵を切る動きもある。

## ペットの殺処分

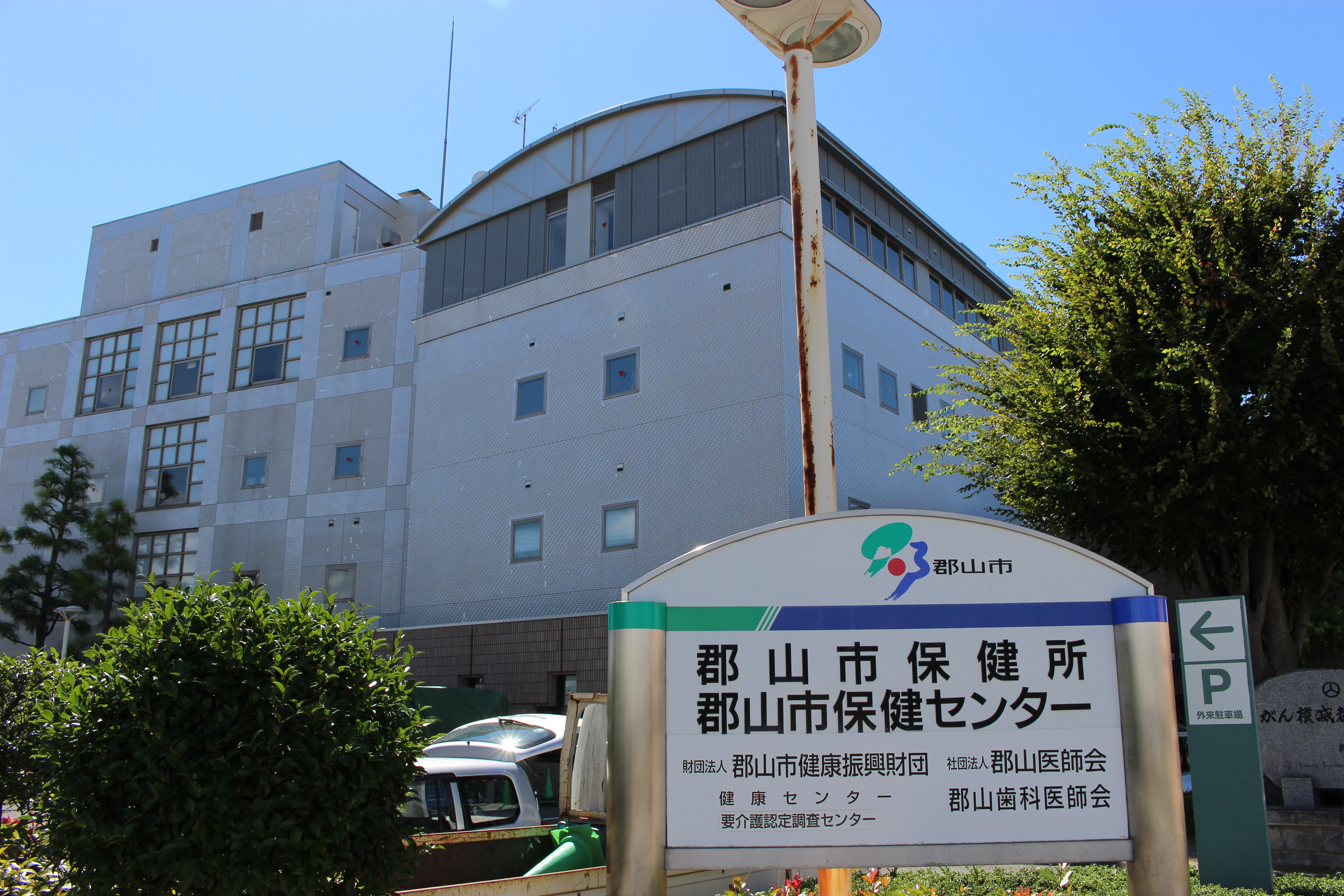
保健所

ペットの扱いには国ごとに差異がある。平成25年に改正された動物愛護管理法において、飼い主に「終生飼養」の責任があることが明記された。しかし同法は、自治体が動物を引き取り殺処分をすることが認められている。ガス室を用いた殺処分は日本では禁止されないが、アメリカ合衆国の一部の州では禁止されている（後述）。

### 日本
日本では、保健所が野良犬や迷い犬を捕獲・収容したり、飼い主から直接持ち込まれた動物を収容したりする。収容された動物は、数日の保管期間をおいて殺処分される。殺処分数は、過去には毎年数十万頭に及ぶこともあったが、2015年度（平成27年度）以降は毎年10万頭以下に減少している。
保健所は、殺処分を減らすために飼い主を探す努力もしている。たとえば、当該犬を収容している旨を公示して飼い主を探す、譲渡会等で飼い主を募集する、譲渡希望者に気に入った個体を引き渡すなどが行われる。
実際に熊本市動物愛護センターでは、2002年度の段階では56.38%であった処分率を、2008年度には12.86%にまで引き下げることに成功した。こうした成功事例が知られるようになり、「熊本のようにやる気になりさえすればペットの命が救えるのに、なぜ他の自治体では同様のことをやろうともせず問題を放置するのか」という声が出るようになった。
環境省は、2009（平成21）年度より、犬や猫の殺処分の半減を目標に、新しい飼い主探しを促進するための施設を、都道府県（や政令指定都市に）、年間約10か所整備する計画を、また2017年（平成29年）までに90か所整備する計画を立て、それに着手した。9年間で殺処分の数の半減を目指すという。新しい飼い主探しを促進するための施設整備などを行うという。また、ペットの不妊手術の推進や、（ペットが迷子になってしまったときに飼い主のもとに戻ることができるように）マイクロチップ装着なども推進するという。

### アメリカ合衆国
アメリカ合衆国では、アニマルシェルターにいる動物の中で、毎年約153万頭（犬67万頭、猫86万頭）が殺処分される。また、殺処分方法の規制は州によって異なる。ガス室を用いた犬猫の殺処分は、23州で禁止されている。

## その他諸問題

### 外来生物
外来生物であろうとなかろうと、最後まで飼い主は責任をもって飼育することが求められる。外来生物を野外に放って定着させてしまった場合は、人間の生命・身体、農林水産業、日本固有の生態系に対して大きな影響を与えるため、外来生物法で放流・販売・頒布・購入は禁止されている（責任をもって飼育できる人や団体への無償譲渡は可）。また、以前から飼育していた特定外来生物は許可があれば飼育可能である。

### 闇取引
珍しい動物を飼いたいという需要を満たすために、動物が違法に捕獲され売買されることもある。野生のオランウータンはワシントン条約で商取引が禁じられているが、これすら密猟された事例がある。また、動物園などから珍しい動物が盗まれる事件も発生している。日本では、2003年（平成15年）に動植物園からレッサーパンダとワタボウシタマリンが盗まれる事件が起きた（4か月後に返還された）。盗んだはいいが飼い方がわからず死なせてしまうといった事件も起きている。

### 周囲の人々に対する配慮
ペットの飼い主は、周囲の人々への配慮も求められる。路上や公園に放置されたペットの糞尿は、人を不快にさせる。糞尿の始末は、飼い主の責任である。また、ペットが苦手な人もいる。特に、動物アレルギー(ネコアレルギーなど)の人にとっては健康にもかかわる。したがって、「ペット禁止」との表示がある場所にペットを持ち込まないということは守るべき当然のマナーとされる。あるいは、特に表示がなくても、不特定多数の人々が出入りする場所ではケージなどに入れ、ペットを管理下に置くことはマナーとされる。また、ケージなどに入れた状態で鉄道等の公共交通機関に持ち込む際には手回り品切符が必要となる場合がある。ペットが人に被害を与えた場合、刑事・民事の責任を問われることがある。日本の刑法上では、ペットをけしかけるなどして他人に危害を与えた場合は、軽犯罪法や傷害罪で罰せられる。民事上では、ペットの管理者は、ペットが他人に加えた損害を賠償する責任を負う（民法第718条）。また、人に危害を加える恐れのある動物を逃がすことも同様の責任が生じる。

### ペットによる健康被害

#### 病原体
ペットとして供される動物が、病原体を媒介することがある。動物由来感染症または人獣共通感染症と呼ばれる伝染病や寄生虫による被害は、飼い主自身のみならず周囲の人々に及ぶ場合もあり、致死率の高い感染症も存在する。日本では気候や飼育下にある動物への衛生対策などにより、動物由来感染症の罹患は多くはない。
致死率の高い感染症として狂犬病がある。齧歯類は通常、狂犬病に罹患した捕食動物に噛まれた際に死亡してしまうため、きわめて稀な事例ではあるが、南米ボリビアでは、2003年にペルー産のペット用ハムスターが狂犬病を発症した。日本では、飼い犬に年1回の狂犬病予防注射を受けさせることが法律で義務化されている。

#### 咬傷等

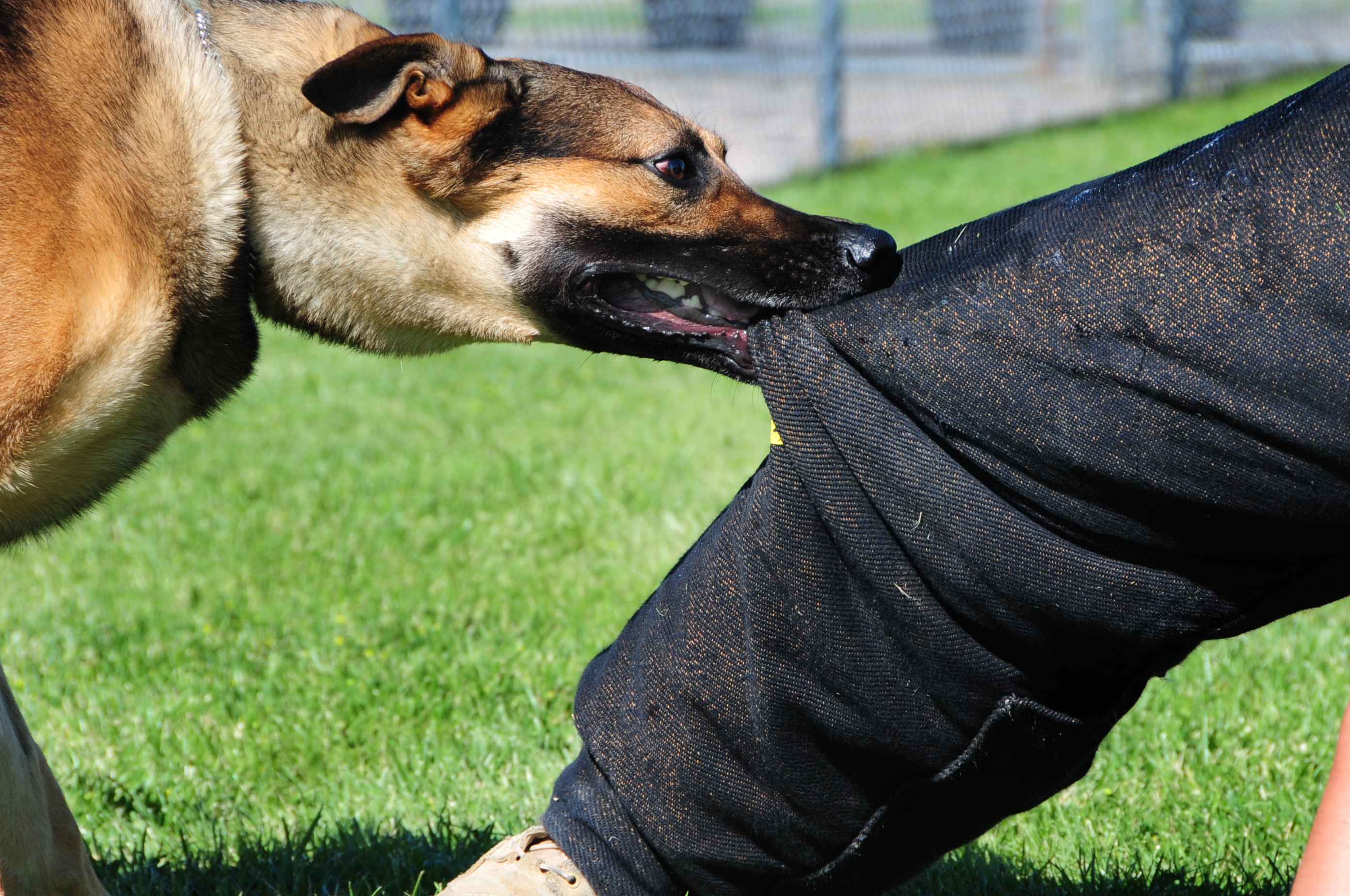
足を噛んでいる犬

ペットが噛みつくなどして人に危害を加えることがある。日本では、犬による咬傷事故は減少しているが、毎年約4,000件発生している。野犬が少ない日本ではほとんどが飼い犬による被害になっている。
屋外に犬を連れていくときは、犬による危害を防ぐためにリードをつけることが求められる。日本では、飼育責任者の指示を受けた活動中の使役犬などの一部の例外を除き、屋外における犬の放し飼いは条例で禁止される。
ペットが逃げ出し、人へ重大な危害を加えるなど緊急性がある場合は、警察官に射殺されることがある。隔離命令、保健所への届出、狂犬病の検診証明書提出など行政処分が下されることもある。アメリカ合衆国では、老人がピットブル4頭に噛まれて死亡し、飼い主が殺人罪で起訴された事件がある。

### 野生化
ペットが野に放たれ、外来種が生み出されるという問題も世界中で発生している。たとえば日本では、アライグマが野生化し、農作物を食い荒らす、住宅の天井裏に住み着き糞尿をするなどの被害が発生している。アライグマがペットとして人気となったのは、1977年（昭和52年）に放映された『あらいぐまラスカル』というテレビ番組の影響であるとされる。しかしアライグマの成獣は気性が荒く、飼育は難しい。世話に手を焼く飼い主が捨てたことで、野生のアライグマが全国に急速に増加した。そのような実情を経て日本ではアライグマは飼育禁止になっており、野生の個体を捕獲・保護した場合にも飼育は不可能である。
野生化したペットは狩猟対象となることがある。ドイツでは、同国の狩猟法において、野生の犬猫の駆除は野生生物の保護を名目に合法化されている。年間40万匹のノネコ、4 - 6万頭のノイヌ（野犬）が民間のハンターによって狩猟の対象とされているが、野生化した動物も単に戸外を歩き回るペットも見分けが付かないことにも絡んで、狩猟区域に入り込んだペットが捕獲されたり罠にかかったりするトラブルも報じられている。
日本でも、鳥獣保護法により野生化したノイヌ、ノネコ（野猫）は狩猟対象である。しかし、それらは非狩猟鳥獣の野良犬、野良猫との判別が困難なため、それらを主要な狩猟対象として活動する者はほとんどいないとされる。

### その他
- ペットの健康のために金銭や労力等を費やしながら、畜産や動物実験を許容するのは、「道理に反する」「不誠実な振る舞い」といった批判がある[71]。猫は肉食動物とされ、菜食仕様のキャットフードでも、タウリンなどが補充されタンパク質を多く含むものなら大丈夫であるという指摘もある[4]。
- なかにはペット飼養不可としている賃貸住戸もある。また災害時にペットの同伴受け入れを不可とし、車中泊などをせざるをえなかった避難所があった。また商業施設店舗でもペットの立入はご遠慮くださいと掲示し、飼い主の買い物中に店外にペットがつながれていることも見受けられる。またスターフライヤーのようにペットの機内持ち込みができる航空会社もある。一部宿泊施設はペットと宿泊できる。旅客機が炎上し、搭乗客が緊急脱出をするのにペットが犠牲になった例もある[72]。
- 飼い主が死亡したときにそのペットをどうするのかという問題もある[73]。

## 各国におけるペット関連規制
一部の国と地域では、行政の免許がないと犬をペットとして迎え入れられないことがある。こうした免許はドッグライセンスと呼ばれる。

### 日本
ペット販売における対面説明の義務

### イギリス
動物取扱業は免許制であり、動物の飼養や利用に関連する法令は70以上。6歳未満はペット購入不可能。RSPCA（王立動物虐待防止協会）という動物保護団体がある。

### アメリカ
動物取扱業は免許制。

### フランス
2024年から規制が許可され、ペットショップでの店頭販売。ショーケースでの展示。一般人によるネット販売が禁止される。入手は正規のペットショップからインターネットで購入、ブリーダーから直接購入、保護施設から引き取りなどに限られる。

## ペットを題材とする作品

### テレビドラマ
- 『向井荒太の動物日記 〜愛犬ロシナンテの災難〜』 - 2001年。獣医志望の獣医学部の学生が、人間と動物の関係に苦悩しつつ獣医を目指すドラマ。ペットロスや捨てられる動物などの奇麗事ではない問題に向きあった内容である。